# Подводная лодка (фильм)
«Лодка» (нем. Das Boot) — западногерманский художественный фильм 1981 года, снятый режиссёром Вольфгангом Петерсеном по одноимённому роману 1973 года Лотара-Гюнтера Буххайма, повествующему о седьмом боевом походе немецкой подводной лодки U-96 во время Второй мировой войны.

## Сюжет
Действие разворачивается осенью 1941 года и начинается на немецкой военно-морской базе в Ла-Рошель: вечером на автомобиле туда прибывают командир подлодки U-96 («Старик»), инженер-механик («Старшой») и приглашённый военный корреспондент лейтенант Вернер, которые готовятся к боевому походу. Матросы расслабляются в канун похода, устраивая пьяный дебош в кабаре-борделе на той базе и всячески там  насвинячив. На том вечере награждаемый Рыцарским крестом другой командир подлодки Филипп Томсен, будучи мертвецки пьяным, произносит недвусмысленную речь на грани государственной измены, проходя и по личности фюрера, а «Старик» скептически говорит о своей молодой команде (он самый старший из экипажа), полагая, что они не знают всех ужасов и страхов подводного плавания.
Следующим утром «Старик», Вернер и «Старшой» отправляются на лодку, а командир представляет корреспондента команде и знакомит его с отдельными её членами. Под звуки марша и напутствия от персонала (в том числе и от Томсена) подлодка выходит из эллинга и отправляется в район боевого патрулирования. Во время перехода второй помощник объявляет тревогу, из-за чего подлодка погружается на глубину 30 метров: только затем командир рассказывает, что это была учебная тревога, напугав Вернера, а затем проводит погружение до почти предельной глубины на 170 метров, проверяя прочность подлодки. Во время плавания Вернер знакомится с разными членами команды: здесь есть фенрих Ульманн, который рассказывает ему о своей беременной французской невесте и опасается расправы над ней со стороны французских партизан – «маки»; есть первый помощник, который воспитывался приёмными родителями в Мексике и работал на плантации, а также строго следует уставу, за что его не переносят другие члены команды. Некоторые из них не могут слушать пропагандистские речи по радио, поскольку, по их словам, флоту не оказывают должную поддержку.
В момент, когда команда поёт британскую строевую песню «It’s a long way to Tipperary» назло первому помощнику, «Старик» принимает радиограмму — лодка командира Бертольда столкнулась с конвоем и нуждается в помощи. Командир отправляется по указанным координатам, а тем временем Вернер сталкивается с грубыми обычаями моряков, начиная от брошенной в лицо тряпки с мазутом и заканчивая похабными шутками унтер-офицеров. Не в состоянии установить связь с Бертольдом, «Старик» приказывает погрузиться на небольшую глубину, прежде чем акустик обнаруживает взрывы глубинных бомб и выходит на нужный курс. Лодка прибывает в район боя, слыша шум винтов, и всплывает: командир ищет возможности для атаки эсминца, прежде чем обнаруживает, что они всплыли аккурат у него под носом, и срочно погружается. Субмарина переживает первые атаки глубинными бомбами, от которых в панику впадает Вернер.
Командир получает приказ атаковать конвой: акустик фиксирует торпедирование трёх кораблей, но лодку обстреливают глубинными бомбами британские эсминцы в течение нескольких часов. В какой-то момент внутрь прочного корпуса просачивается вода: отлетают болты, в центральном посту вспыхивает пожар, паника охватывает некоторых членов экипажа (старшина машинного отделения Йохан и вовсе переживает нервный срыв, за что ему устраивает нагоняй «Старик»; Вернер и вовсе прощается с жизнью, глядя на фотографию Альпийских горных вершин). Потом бомбёжка прекращается, а лодка всплывает на поверхность: перед глазами экипажа виден горящий танкер, который добивают торпедой. Несколько моряков с танкера, горящих заживо, бросаются в воду с криками о помощи, однако «Старик» уходит, поскольку ему приказом запрещено брать пленных.
Командир намеревается вернуться на базу в Ла-Рошель, поскольку подлодка повреждена бомбёжкой, а моряки сильно устали. Однако он получает радиограмму с необходимостью следовать в испанский порт Виго, пополнить запасы на засекреченном судне снабжения «Везер» и затем пройти через Гибралтарский пролив в итальянскую Специю. Задание кажется безумным, поскольку в Гибралтаре находятся огромные военно-морские силы англичан, хорошо охраняющие пролив. «Старик» готов ссадить инженера и Вернера на сушу в Испании, поскольку Вернер уже увидел всю суть службы на подводной лодке, а инженер не получал вестей о своей супруге. Хотя на борту «Везера» офицеров ждёт роскошный ужин по случаю Рождества, а подлодку заправляют торпедами и горючим, «Старику» в последний момент запрещают высаживать на берег и Вернера, и инженера.
«Старик» решает пройти ночью через пролив тихо по морской поверхности, а затем резко пойти на погружение и лечь в дрейф, чтобы течение вынесло подлодку в Средиземное море. Однако субмарину обнаруживают британцы: её атакует английский истребитель, ранив Кирхбаума выстрелами из пулемётов и бомбой уничтожив палубное орудие субмарины, а затем с кораблей запускаются осветительные снаряды и открывается шквальный огонь. У подлодки отказывают одна за другой системы, и U-96 начинает неуправляемое погружение, падая на глубину 280 м и ударяясь о грунт. Открываются многочисленные течи, и подлодку затапливает: огромной ценой команда останавливает поступление воды, но у них стремительно заканчивается воздух, и каждому моряку раздают кислородный баллон. Моряки уже готовы смириться с неизбежной гибелью, когда инженер докладывает о том, что всё оборудование восстановлено и у подлодки есть возможность всплыть. Она всплывает ранним утром: команда запускает двигатели и идёт домой.
U-96 возвращается к пирсу в Ла-Рошель: на её борту выстроились уставшие и заросшие подводники, а раненого штурмана увозят в больницу. На лодку по трапу поднимается адмирал Карл Дёниц, который всегда встречал каждого вернувшегося капитана, однако внезапно звучит воздушная тревога. Персонал базы, командование и экипаж субмарины бегут в укрытия, однако не все успевают спастись: в результате бомбёжки погибают машинист Йохан, второй офицер-радист, фенрих Ульман и набожный матрос по прозвищу «Семинарист»; ранены акустик и по совместительству врач Хинрих, боцман торпедного отделения Ламбрехт и матрос Френзен. Тяжело раненый осколками «Старик» видит, как его подлодка идёт ко дну, а затем и сам умирает на глазах у шокированного Вернера.

## Производство
Подготовка к созданию фильма велась пять лет. Сам процесс съёмок занял год, и ещё год ушёл на монтаж и постобработку. Во время съёмок фильма в качестве консультанта был приглашён реальный командир U-96 Генрих Леманн-Вилленброк, которому в тот момент было уже под 70.
Съёмки фильма продолжались дольше года, при этом проходили в хронологическом порядке, за исключением начальных сцен в баре и финальных в гавани, которые были сняты последними. Актёры действительно бледнели от недостатка солнечного света и обрастали бородами. Для сцен в отсеках подлодки была построена железная цистерна, имитирующая прочный корпус. Цистерна висела на двух карданных подвесах и могла качаться вверх-вниз и влево-вправо, что позволяло натуралистично снимать сотрясения от разрывов глубинных бомб. Для съёмок U96 было сделано два полноразмерных макета рубки и палубы, а также миниатюрный макет всей подлодки, предназначенный для безлюдных сцен в открытом море. Съёмки сцен на мостике производились в бассейне, в котором были установки для создания «штормовых волн». Во время съёмок одной из сцен актёра Яна Феддера на самом деле смыло потоком воды. Сцена не была предусмотрена сценарием, и вошла в фильм, как есть, сымпровизированной. Режиссёр даже не понял, что произошло и восторженно попросил ещё один дубль, не подозревая о серьёзности ситуации (актёр сломал себе несколько рёбер во время падения).
Эпизоды в Ла-Рошели снимались в тех же эллингах, выстроенных немцами в годы Второй Мировой войны. Некоторые жители, ещё помнившие оккупацию, отмечали, что «немцы такие же сумасшедшие, как и тогда».
Финальная сцена была снята за один дубль, прежде всего из-за больших расходов на неё.
Поскольку «Стедикам» был слишком громоздким для съёмок в ограниченных условиях макета лодки, съёмка велась на ручную камеру «Аррифлекс».
Фильм снимался без звука, так как работающие механизмы заглушали речь. Все актёры владели английским, поэтому продублировали сами себя на английский в версии, предназначенной для проката в англоязычных странах.
Итоговая длительность прокатной версии составила 150 минут, режиссёрская версия имеет длительность 209 минут, оригинальная полная версия, выпущенная в 1996 году, длится 293 минуты. Кроме того, в Германии была выпущена 6-серийная телеверсия данного фильма (TV-Fassung) продолжительностью 351 мин.
В некоторых сценах можно увидеть шифровальную машину Энигма, которая служила для шифрования радиосообщений.
- Макет подводной лодки U-96 на киностудии Bavaria Film Studios в Мюнхене

### Саундтрек
В музыкальном сопровождении фильма звучит композиция Клауса Дольдингера «Auslaufen» в разных вариациях. Также была использована версия песни «It’s a Long Way to Tipperary» в исполнении Ансамбля песни и пляски имени Александрова.
- В начале 1990-х годов группа U96 создала техно-версию музыкальной темы фильма, ставшую хитом и выпущенную тиражом более миллиона копий.
- В начале XXI века не без участия, по всей видимости, Долдингера был выпущен музыкальный альбом, в который вошли основные музыкальные темы фильма, а также звуковой отрывок из фильма с речью актёров.

## В ролях
| Актёр               | Роль                                                          | Возможный прототип                                          | Особенности персонажа |
| ------------------- | ------------------------------------------------------------- | ----------------------------------------------------------- | --- |
| Юрген Прохнов       | командир U-96, капитан-лейтенант по прозвищу «Старик»         | Генрих Леманн-Вилленброк                                    | 30-летний опытный капитан, закалённый боями, однако способный сочувствовать. Нередко выражает неприязнь к нацистам, цинично и скептически высказывается о ходе боевых действий и снабжении войск. |
| Херберт Грёнемайер  | лейтенант Вернер, военный корреспондент                       | Лотар-Гюнтер Буххайм                                        | Наивный, но честный военный корреспондент, который собирается фотографировать моряков во время боёв и составить отчёт об их походе. Подвергается насмешкам за отсутствие опыта, со временем осознаёт все сложности похода и ужасы войны. |
| Клаус Веннеманн     | главный инженер, обер-лейтенант по прозвищу «Шеф» («Старшой») | Главный инженер U-96 обер-лейтенант Ганс Петер Денгель      | 27-летний моряк, второй по возрасту после капитана. Скучает по своей жене; особенно беспокоится за её судьбу после того, как узнаёт об авианалёте союзных войск на Кёльн. |
| Хубертус Бенгш      | первый вахтенный офицер (первый помощник), обер-лейтенант     | Первый вахтофицер U-96, обер-лейтенант-цур-зэе Герхард Грот | Молодой офицер-фанатик, убеждённый в победе Германии. Вырос в Мексике у приёмных родителей, трудился на плантации; его немецкая невеста погибла во время британского авианалёта. Поддерживает опрятность в униформе, постоянно бреется (в отличие от других моряков) и следует пунктуальности, чем бесит весь экипаж. Ежедневно записывает свои суждения о военной подготовке и качествах командования. После неудачной миссии в Гибралтаре разочаровывается окончательно в нацистской идеологии. |
| Мартин Земмельрогге | второй вахтенный офицер, обер-лейтенант                       | Второй вахтофицер U-96, лейтенант-цур-зэе Вернер Херманн    | Рыжеволосый офицер, говорит с мягким берлинским акцентом. Отличается своеобразным чувством юмора. Занимается дешифровкой сообщений с помощью Энигмы. |
| Бернд Таубер        | третий вахтенный офицер, оберштурман Крихбаум                 | Оберштурман U-96 Альфред Радермахер                         | Немного скептически относится к капитану, походу особо не радуется (равно как и не возмущается тому, что обнаруженный лодкой конвой слишком далеко). Отец четверых детей (ждёт появления пятого). |
| Эрвин Ледер         | старшина машинного отделения Йохан по прозвищу «Призрак»      | Старшина машинистов U-96, обермашинист Ганс Йоханссен       | Помешан на шуме двигателей U-96. Во время бомбёжки глубинными бомбами переживает нервный срыв и устраивает истерику. Во время катастрофы под Гибралтаром усердно трудится, чтобы вернуть доверие капитана. Говорит с австро-баварским акцентом. |
| Мартин Май          | фенрих Ульман                                                 | Фенрих-цур-зэе Ганс-Генрих Хаас                             | Скучает по своей французской невесте, которая беременна от него, и боится за её судьбу, поскольку французские «маки» могут её казнить за связь с немцем. Хранит письма для своей невесты: Вернер, находясь в Виго, намеревается сойти на берег и отнести эти письма невесте Ульмана. |
| Хайнц Хёниг         | маат Хинрих, радист, акустик и судовой врач                   | Оберфункмат U-96 Курт Шробах                                | Один из немногих членов экипажа, с которыми поддерживает нормальные отношения капитан. |
| Уве Оксенкнехт      | боцман Ламбрехт                                               |                                                             | Узнав о поражении «Шальке 04» по радио, сильно из-за этого переживает. Говорит с баденско-пфальцским акцентом. |
| Клод-Оливер Рудольф | матрос из машинного отделения Арио                            |                                                             | Провоцирует матроса Дуфте, называя его любимую девушку уродиной. |
| Ян Феддер           | рулевой Пильгрим                                              |                                                             | В одном из эпизодов его чуть не смывает за борт, а самого его передают врачу. Актёр Ян Феддер при съёмках этого эпизода действительно сломал несколько рёбер. |
| Ральф Рихтер        | мат Френзен                                                   |                                                             | Лучший друг рулевого Пильгрима, обменивается с ним неприличными шутками и рассказами. |
| Йоахим Бенрард      | матрос по кличке «Семинарист»                                 |                                                             | Постоянно читает Библию на борту, во время крушения под Гибралтаром яростно молится о спасении, за что его с криками бьёт Френзен, обвиняя в бездействии. Говорит с рурским акцентом. |
| Оливер Штритцель    | торпедист Швалле                                              |                                                             | Рослый, крепкого телосложения, блондин. |
| Жан-Клод Хоффманн   | маат Бенджамин                                                |                                                             | Рыжий моряк, отвечающий за работу рулей подлодки. |
| Лутц Шнелль         | маат Дуфте                                                    |                                                             | Над ним подшучивают из-за его будущей свадьбы и из-за ложной воздушной тревоги. |
| Конрад Беккер       | маат Бёкштигель                                               |                                                             | Хинрих проверяет его на наличие вшей. |
| Отто Зандер         | капитан-лейтенант Филипп Томсен                               |                                                             | Командир подлодки; алкоголик, переживший несколько обстрелов. В начале фильма во время дебоша в кабаре напивается и произносит речь, в которой недвусмысленно отзывается о фюрере. По пути встречается со «Стариком» в море. |
| Гюнтер Лампрехт     | капитан «Везера»                                              |                                                             | По ошибке принимает первого вахтенного офицера за капитана. Расхваливает подготовленную для экипажа праздничную еду и припасы. |
| Скай дю Мон         | обер-лейтенант на «Везере»                                    |                                                             | Его развлекает второй вахтенный офицер изображением глубинной бомбёжки. В титрах не указан. |

## Русский дубляж
- Максим Брасс
- Игорь Ясулович
- Родион Приходько
- Евгений Михеев
- Тимур Солодов
- Светлана Туйгабей
- Ксения Громова
- Глеб Кулагин
- Виктория Клинкова[9]

## Награды и номинации
Награды
- 1982 — Премия German Film Awards
  - Лучший звук — Милан Бор
  - Выдающийся художественный фильм

Номинации
Фильм производства Западной Германии был представлен в шести номинациях на премию Американской академии Оскар, но не был представлен в номинации «Лучший фильм на иностранном языке»
- 1983 — Премия «Оскар»
  - Лучший режиссёр — Вольфганг Петерсен
  - Лучший сценарий — Вольфганг Петерсен
  - Лучший оператор — Йост Вакано
  - Лучший монтаж — Ханнес Никел
  - Лучший звук — Тревор Пайк, Милан Бор, Майк Ле Мер
  - Лучший монтаж звуковых эффектов — Майк Ле Мер
- 1983 — Премия BAFTA
  - Лучший фильм на иностранном языке — Вольфганг Петерсен
- 1982 — Премия «Золотой глобус»
  - Лучший зарубежный фильм

## Оценки

### Оценки критики
Несмотря на то, что фильм не имел немедленного финансового успеха, он получил весьма положительные отзывы и был номинирован на шесть премий «Оскар», две из которых достались самому Петерсену; он также был номинирован на премию BAFTA и премию «Золотой глобус». На сегодняшний момент фильм считается одним из величайших немецких фильмов. На агрегаторе Rotten Tomatoes фильм в настоящее время имеет «сертификат свежести», оценку 98 % на основе 46 отзывов со средней оценкой 9 из 10. Фильм также имеет оценку в 86 баллов из 100 на Metacritic, основанную на 15 рецензиях, указывающих на «всеобщее признание».
Фильм занял 25 место в журнале Empire «100 лучших фильмов мирового кино» в 2010 году.
По сей день фильм держит рекорд по количеству номинаций на «Оскар» за немецкий фильм.
В конце 2007 года в Бонне, в «Доме немецкой истории» прошла выставка, посвящённая фильму, а также настоящей подводной лодке U-96. За четыре месяца работы выставку посетили более 100 тысяч человек.

### Критика со стороны автора
Несмотря на то, что автор оригинального романа Лотар-Гюнтер Буххайм был впечатлён технической точностью моделей и интерьеров лодки, он выразил большое разочарование эстетическим видением Петерсена, которое он посчитал чересчур клишированным. Он также критиковал истерическое переигрывание актёров, которое он назвал крайне нереалистичным, признавая талант актёрского состава в целом. После того, как несколько попыток американских адаптаций потерпели неудачу, Буххайм предоставил сценарий с подробным описанием собственных повествовательных и кинематографических идей. Получившийся фильм стал бы полномасштабным шестичасовым эпосом; однако Петерсен отказался от него, потому что в то время продюсеры стремились к 90-минутной продолжительности фильма для международного релиза. Тем не менее, сегодняшняя режиссёрская версия фильма длится более 200 минут, а полная телевизионная версия длится уже 293 минуты.
Буххайм, сам бывший военным корреспондентом на U-96, обвинил Петерсена в том, что тот жертвует реализмом и напряжением в диалогах ради дешёвого драматического экшена и саспенса (например, в реальности уже один вырвавшийся под давлением болт вызвал бы серьёзные опасения экипажа за живучесть лодки, в то время, как в фильме такие ситуации неоднократно следуют одна за другой). Буххайм также назвал нереалистичным и непрофессиональным изображение шумного поведения экипажа во время патрулирования, вопли радости после попадания торпеды или уклонения от бомбардировки. Кроме того, офицер, даже необстрелянный лейтенант Вернер, пользовался бы особым уважением, так что бросать ему в лицо мазутную тряпку было бы недопустимо.
Беспокоясь о конечном результате, Буххайм чувствовал, что в отличие от его явно антивоенного романа, адаптация стала «ещё одним прославлением и ремистификацией» немецкого подводного флота Второй мировой войны, немецкого героизма и национализма. Он назвал фильм смесью «дешёвого, поверхностного американского боевика» и «современной немецкой пропагандистской кинохроники Второй мировой войны».

## Сиквел
В июле 2016 года были объявлены съёмки продолжения фильма в формате телесериала. Съёмки провела киностудия Bavaria Film. Показ сериала состоялся 23 ноября 2018 года на немецком канале Sky One. Сериал получил положительные отзывы критиков.
Действие сериала начинается в конце 1942 года, через девять месяцев после событий фильма. В первом сезоне повествование ведётся в море, на борту подлодки U-612, и на суше, в Ла-Рошели, и рассказывает о Движении Сопротивления. Двойная сюжетная линия продолжается в последующих сезонах, показывая несколько точек зрения на Вторую мировую войну. Действие второго сезона происходит в 1943 году — капитан подлодки U-822 фон Рейнхартц пытается дезертировать в Америку, в то время как свергнутый капитан подлодки U-612 Хоффман пытается вернуться в Германию. В третьем сезоне действие происходит в Северном полушарии, а именно в Португалии и немецком городе Киле, и в Южном полушарии, где командующий Королевским флотом Суинберн преследует подлодку U-949.